# 千葉県立船橋法典高等学校
千葉県立船橋法典高等学校（ちばけんりつ ふなばしほうでんこうとうがっこう）は、千葉県船橋市藤原四丁目にある県立高等学校。通称は「法典」（ほうでん）。

## 設置学科
- 普通科

## 沿革
- 1981年（昭和56年）4月13日 - 創設。
- 2006年（平成18年） - 千葉県高等学校の「自己啓発指導重点校」に指定。

## アクセス
- JR武蔵野線船橋法典駅（ふなばしほうてんえき）より徒歩20分

## 著名な出身者
- 徳井唯（SM倶楽部オーナー、社交サロン主宰、バンド・ボーカル、元AV女優）※中退
- 松浦宏明（元プロ野球選手・日本ハムファイターズ→横浜ベイスターズ・投手）
- 持田真樹（女優）
- 矢沢心（女優）私立博多高等学校から転入して卒業。